# Phyllis viscosa
Phyllis viscosa Webb ex Christ es una especie de planta herbácea de la familia de las rubiáceas.

## Descripción
P.viscosa se diferencia por sus hojas, que son lanceoladas, estrechas y muy pegajosas. Las inflorescencias son densas y cortas.

## Distribución y hábitat
P.viscosa es un endemismo de las Islas Canarias.

## Taxonomía
Phyllis viscosa fue descrita por Webb ex Christ y publicado en Botanische Jahrbücher für Systematik, Pflanzengeschichte und Pflanzengeographie 9: 144, en el año 1887.
Etimología
Phyllis: procede del griego phyllis, que en la mitología es un ser femenino transformado en almendro, quizás por la semejanza foliar.
viscosa: procede del latín viscum, que significa pegajoso, aludiendo a una de las características de las hojas.
Sinonimia
- Anthospermum viscosum Webb ex Christ (1888)[3][4]